# Фелікс Баумгартнер
Фе́лікс Баумга́ртнер (нім. Felix Baumgartner, [ˈfɛlɪks ˈbaʊmgaːɐtnəʁ]; нар. 20 квітня 1969, Зальцбург, Австрія — 17 липня 2025, Порто-Сант-Ельпідіо, Фермо, Італія) — австрійський спортсмен-екстремал, бейс-джампер, парашутист.

## Життєпис

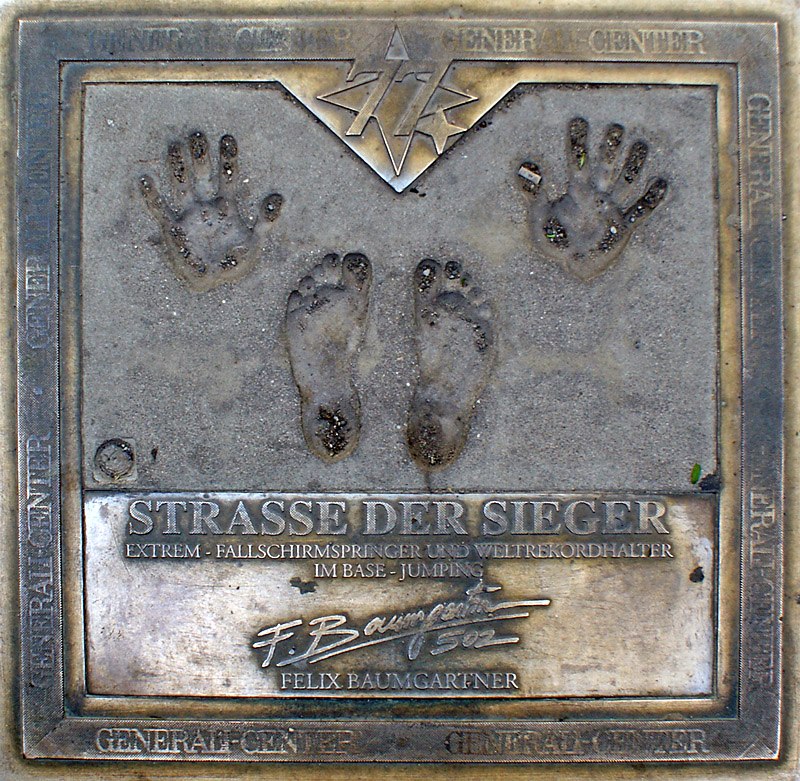
Табличка з посвятою Феліксові Баумгартнеру на вул. Маріягільферштрасе у Відні

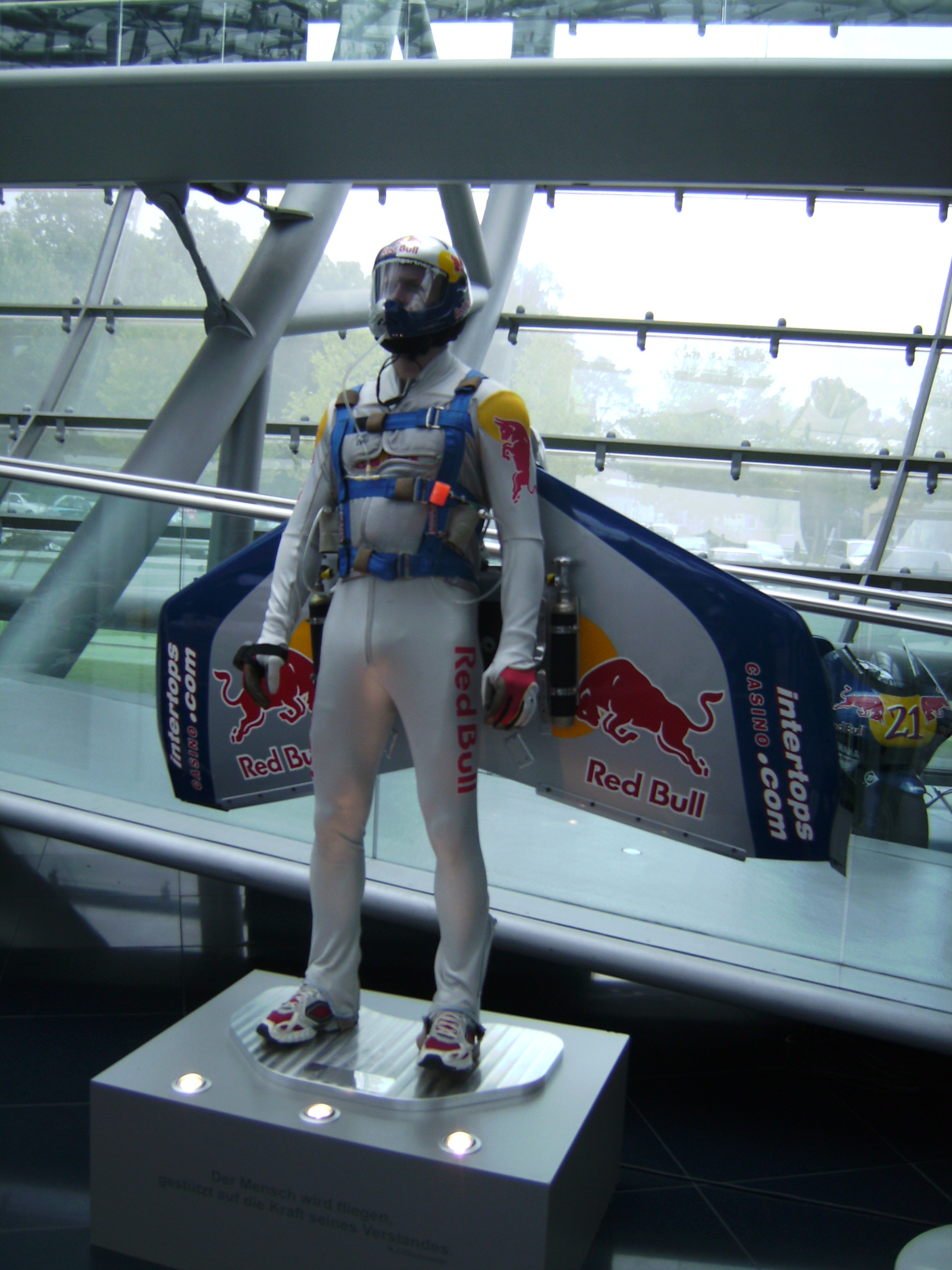
Одяг та крила Фелікса Баумгартнера під час перельоту через Ла-Манш

Фелікс отримав освіту слюсаря з ремонту машин і до служби в армії працював автослюсарем вантажівок. У віці 18 років був покликаний до збройних сил Австрії, де навчався професії водія танка. Пізніше служив у військовій спортивній школі спецназу у Вінер-Нойштадті на посаді інструктора стрибків з парашутом. Після звільнення зі збройних сил, вступив до професійного боксерського клубу. 8 травня 1992 року виграв нокаутом у першому раунді свій перший професійний бій у хорвата Дінко Пробії.
У 1996 році після завершення навчання у Трейсі Лі Вокера (англ. Tracy Lee Walker) у Баварії, Баумгартнер виконав свій перший стрибок зі стаціонарного об'єкта, а саме з мосту «New River Gorge Bridge» у Західній Вірджинії. Після цього виконав близько 2600 стрибків, з них 130 — зі стаціонарних об'єктів. З 1997 року є професійним бейс-джампером і спонсорується компанією «Red Bull GmbH».
У 1999 році австрієць встановив світовий рекорд — зробив найвищий стрибок з парашутом з будівлі, стрибнувши з веж «Петронас» у Куала-Лумпурі (Малайзія). 31 липня 2003 року Баумгартнер став першою людиною, що перелетіла через весь Ла-Манш за допомогою спеціально зробленого для цього крила з вуглецевого волокна. Фелікс також встановив світовий рекорд з найнижчого стрибка у бейс-джампінгу, коли зістрибнув з висоти 29 м (95 футів) з руки статуї Христа-Спасителя у Ріо-де-Жанейро.
Баумгартнер став першою людиною, яка зробила стрибок з віадуку Мійо у Франції (27 червня 2004 року), і першою людиною, яка стрибнула з хмарочосу «Turning Torso» в Мальме у Швеції (18 серпня 2006 року). 12 грудня 2007 року він став першою людиною, яка стрибнула з 90-го поверху, найвищої збудованої на той момент будівлі в світі (висота близько 390 м) — хмарочосу Тайбей 101 у Тайбеї, Тайвань.
ЗМІ у 2012 році повідомляли про його нові стрибки. Баумгартнер висловлював незгоду, коли його називали «адреналіновим наркоманом», він вважав себе просто людиною, «яка любить виклики».
Прізвисько Фелікса Баумгартнера — «B.A.S.E. 502».
Мешкав у Швейцарії. Його хобі — альпінізм, бокс, велосипедний мотокрос, керування вертольотами та ралі. Має татуювання на руці — «народжений літати» (англ. born to fly).
Загинув 17 липня 2025 року в Італії під час польоту на параплані, раптово втративши контроль над апаратом через різке погіршення самопочуття. Ймовірно, причиною став серцево-судинний колапс, однак точну причину смерті наразі не встановлено. Після втрати керування Баумгартнер впав у готельний басейн і загинув миттєво.

## Проєкт «Red Bull Stratos»
Проєкт, що його було підтримано компанією «Red Bull GmbH», який передбачав підйом Фелікса повітряною кулею, наповненою гелієм, у спеціальній капсулі (гондолі) на висоту 39 тис. м та стрибок.
За 34 секунд після відділення спортсмена від гондоли швидкість його падіння перевищила швидкість звуку. Падіння тривало 4 хв. 22 с. На висоті 5.300 футів було відкрито парашут.
Процес підготовки тривав 5 років. За цей час Баумґартнер здійснив стрибок з висоти 20 км, досягши швидкості вільного падіння в атмосфері 860 км/год.
14 жовтня 2012 року у районі міста Розвелл (штат Нью-Мексико) встановив світовий рекорд висоти стрибку зі стратосфери (39,068 км або 128.176 футів) та понадзвукової швидкості вільного падіння в атмосфері (1.173 км/год або 729 миль/год). Сам стрибок тривав 9 хв. 3 с, з них у вільному падінні — 4 хв. 22 с.
Також було перевищено швидкість звуку (на 45 с польоту, приблизно на висоті 29 км і при температурі −45 °C швидкість звуку становить 302,8 м/с або 1090 км/год) — число Маха під час встановлення рекорду склало 1,24.
Етапи підняття та стрибка:
- піднявся у керованій капсулі на висоту 39.068 м / 128.176 футів;
- стрибнув з капсули;
- за 34 с вільного падіння («затяжний стрибок», 36.529 м / 119.846 футів) досяг швидкості 1.342,8 км/год / 833,9 миль/год;
- пролетів 4 хв. 22 с, після чого розкрив парашут[19].

За інформацією офіційного блоґу «Youtube», пряму трансляцію дивилося наживо понад 8 млн людей, що є рекордом.
Попередній рекорд було встановлено у 1962 р. Джо Кітінгером — тривалість вільного падіння 4 хв. 36 с, висота, з якої було здійснено стрибок, — 31.333 м.

## Цитати Фелікса Баумгартнера
- «Якщо щось піде не так, то єдиний, хто може допомогти тобі — Бог. Бо, якщо від тебе відвернулася удача, якщо ти втратив свої навички, залишається тільки надія на Того, хто ніколи не підведе тебе».
- Іноді тобі потрібно піднятися по-справжньому високо для того, щоб зрозуміти, на скільки ти маленький (англ. Sometimes you have to go up really high to see how small you are.)
- Я завжди хотів свободи і завжди хотів побачити світ згори. Навіть дуже маленьким я вже лазив по деревах. Я завжди хотів літати.
- Я думаю, що це все залежить від підготовки. Ти маєш зробити свою домашню роботу — от і все. Я ненавиджу, коли мене називають аматором гострих відчуттів і наркоманом адреналіну, бо я не такий. Мені подобається, коли все добре підготоване і сплановане.
- Я у себе вдома, коли я у повітрі[джерело?].